# یوسف الرامی
یوسف الرامی (انگلیسی: Joseph of Arimathea؛ زاده درگذشته سده) یکی از افرادِ نام‌برده‌شده در انجیل است. گفته می‌شود، یوسف رامی و نیکودموس، پیکر مسیح را از صلیب به پایین آوردند و او را با مُر و شب‌یار مومیایی کردند و در پارچه کتانی تمیز پیچیده، دفن کردند.